# Pavao Bašić-Palković
Pavao Bašić-Palković (Subotica, 1. listopada 1875. – Zaječar, 10. siječnja 1931.) (negdje i Pavle) je bački hrvatski književnik. Pisao je pripovijetke i članke. Radio je kao činovnik, a u Zaječaru kao carinik.
Surađivao je za periodiku: Subotičke novine, Neven, Subotičku Danicu, Ilustrovane cetinjske novine i ostale.
U svojim radovima se služio uglavnom matičnom ikavicom bunjevačkih Hrvata, a katkad književnim hrvatskim jezikom.
Svojim djelima je ušao u antologiju proze bunjevačkih Hrvata iz 1971., sastavljača Geze Kikića, u izdanju Matice hrvatske.